# عبد المحسن فضل الله
السيد عبد المحسن بن صدر الدين فضل الله ( 1932 - 1992)، رجل دين شيعي وعالم فاضل وشاعر مجيد، متتبع في الفقه والأصول، وأديب لامع إلى جانب شاعرية رقيقة معتدلة.

## نسبه
هو السيد عبد المحسن ابن السيد صدر الدين ابن السيد محمد أمين ابن السيد محيي الدين (1350 ـ 1412)

## ولادته
ولد في مدينة النجف (جنوبي العراق)، وذلك في العام 1932 ميلادي (1350 هجري)

## نشأته ودراسته
ولد في النجف وفي العام نفسه رجع إلى عيناتا مع والده السيد صدر الدين.
تعلم القراءة والكتابة، وقراءة القرآن الكريم إضافة إلى الخط العربي في الكتّاب، ثم دخل المدرسة الرسمية في بنت جبيل وبقي فيها ثلاثة أعوام.
قصد مدينة النجف رغبة منه في الاستزادة من العلم، وهناك بدأ في دراسة المقدمات والسطوح على ابن عمه السيد عبد الرؤوف فضل الله، وحضر قسمًا من شرح منظومة السبزواري في الفلسفة، وأخذ بعضًا من أبواب الفقه على بعض علماء عصره؛ مـمّا أهله لحيازة مرتبة الاجتهاد في مرحلة باكرة من حياته.
وعاد عام 1969ميلادي إلى لبنان واستقر في خربة سلم إحدى قرى جبل عامل في الجنوب اللبناني.
تزوج الأخت الكبرى للسيد محمد حسين فضل الله السيِّدة خديجة، التي توفيت متأثرةً بالإصابة التي لحقت بها جرّاء قصف الجيش الإسرائيلي وعملائه لمنزلهم.

## نشاطه
عمل معلمًا في حوزة علمية أسسها بنفسه في بداية الثمانينيات.
عاصر بدء الحركة الإسلامية في العراق منذ تأسيسها.
انتسب إلى جمعية العلماء التي قامت لمناهضة العلمانية المادية في البلاد آنذاك، وفي عام 1976 أنشأ رابطة الشباب المؤمن، ثم جمعية التضامن الإسلامي.
كان من المنادين بحق المقاومة والتصعيد ضد الكيان الصهيوني، وقد اعتبر في ذلك مرجعًا روحيًا وشرعيًا في الفتوى لكثير من المنضوين تحت لواء المقاومة؛ مما عرضه لعدة محاولات اغتيال من قبل الخصوم والأعداء (17 محاولة اغتيال).

## مؤلفاته
له العديد من المؤلفات منها:
1. ديوان «السراب» : تقديم عبد الحليم فضل الله
2. نظرية الحكم والإدارة عند الإمام علي
3. الإسلام وأسس التشريع (بحث مقارن)
4. بلغة الطالب في شرح المكاسب (8 أجزاء)
5. من واقع الإسلام
6. الشركة بين القانون الوضعي والتشريع الإسلامي
7. الإسلام شكلا ومضمونا
8. الوصية (كتيّب)
9. الإسلام (كتيّب)
10. ولاية الفقيه (كتيّب)

## مؤسسات باسمه وما كتب عنه
- رسالة ماجستير بعنوان  السيد عبد المحسن فضل الله، حياته وشعره للأستاذ عباس فتوني[6]
- أنشأت الهيئة الصحية الإسلامية مركزا أسمته (مركز السيد عبد المحسن فضل الله- خربة سلم) ويتألف من عيادة عامة ، عيادتي اختصاص ، صيدلية ،مختبر و عيادة أسنان.[7]

## وفاته
توفي في خربة سلم (جنوبي لبنان)في العام 1992 ميلادي، (1412 هجري).